# 6580 Philbland
A 6580 Philbland (ideiglenes jelöléssel 1981 EW21) a Naprendszer kisbolygóövében található aszteroida. Schelte J. Bus fedezte fel 1981. március 2-án.